# Уинген
Уинген (нем. Uhingen) — город в Германии, в земле Баден-Вюртемберг. 
Подчинён административному округу Штутгарт. Входит в состав района Гёппинген.  Население составляет 13 555 человек (на 31 декабря 2010 года). Занимает площадь 24,79 км². Официальный код  —  08 1 17 051.
Город подразделяется на 3 городских района.

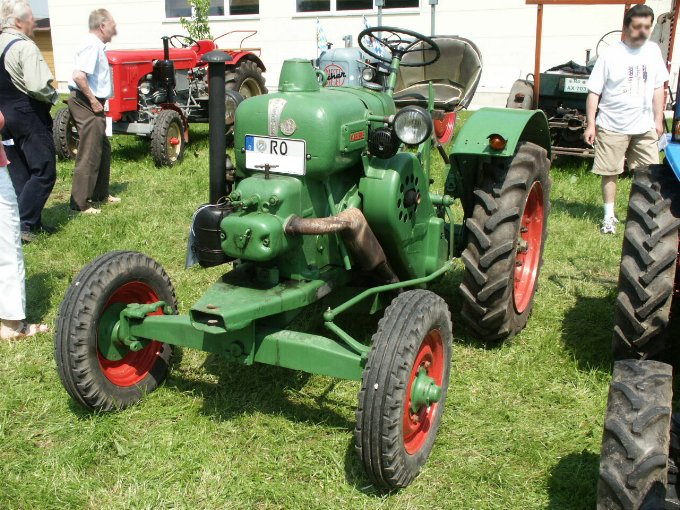
Уинген